# Türk Telekom
Türk Telekom es la antigua empresa de telecomunicaciones turca de propiedad estatal. Türk Telekom fue separado del Correo Turco (PTT) en 1995.
Türk Telekom Group ofrece servicios integrados de telecomunicaciones desde PSTN, GSM hasta Internet de banda ancha. Las compañías del Grupo Türk Telekom tenían 16,8 millones de clientes PSTN, 6 millones de clientes ADSL y 12,1 millones de clientes GSM al 30 de septiembre de 2009.[cita requerida] Con su subestructura de red que cubre todo el país, las compañías del grupo ofrecen una amplia gama de servicios para Clientes personales y corporativos. Türk Telekom, que posee el 99,9% de las acciones de las empresas TTNET, Argela, Innova, Sebit A.Ş. y AssisTT, también es propietario del 81% de las acciones de Avea, que es uno de los tres operadores GSM en Turquía. Türk Telekom también es compatible con Albtelecom de Albania. El 55% de las acciones de Turk Telekom pertenece a Levent Yapılandırma Yönetimi A.Ş. y el 30% de las acciones pertenece a la Subsecretaría de Hacienda de Turquía. El 15% restante de las acciones se han ofrecido al público.
En julio de 2018, en el curso de la crisis de la moneda y la deuda turca, los bancos turcos e internacionales tomaron el control de Türk Telekom debido a miles de millones de dólares en deuda impagada. Los acreedores establecieron un vehículo de propósito especial para adquirir la compañía mientras intentan resolver el mayor impago de la deuda de Turquía.
La compañía posee los derechos de nombre de Türk Telekom Stadium, estadio del equipo de fútbol del Galatasaray S.K..